# Jérémie Szeftel
Jérémie Szeftel (1977) é um matemático francês, que trabalha com equações diferenciais parciais.
Szeftel obteve um doutorado em 2004 na Universidade Sorbonne Paris Nord, orientado por Laurence Halpern, com a tese Calcul pseudo-différentiel et para-différentiel pour l'étude des conditions aux limites absorbantes et des propriétés qualitatives des EDP non linéaires, onde obteve a habilitação em 2012. No pós-doutorado foi de 2004 a 2009 instrutor e professor assistente visitante na Universidade de Princeton. A partir de 2004 foi pesquisador no Centre national de la recherche scientifique (CNRS) na Universidade de Bordeaux, e a partir de 2009 na Escola Normal Superior de Paris. Desde 2010 leciona em tempo parcial na École polytechnique e pesquisa desde 2013 para o CNRS na Universidade Pierre e Marie Curie como Senior Researcher (Laboratório Jacques-Louis Lions).
Foi palestrante convidado do Congresso Internacional de Matemáticos em Seul (2014: The resolution of the bounded {\displaystyle L^{2}} curvature conjecture in general relativity).

## Publicações selecionadas
- com Klainerman, Rodnianski: The Bounded L2 Curvature Conjecture, Invent. Math., Volume 202, 2015, p. 91–216
- com E. Dumas, D. Lannes: Variants of the focusing NLS equation. Derivation, justification and open problems related to filamentation, in: Laser Filamentation, CRM Series in Mathematical Physics, Springer 2016, p. 19–75